# 鐵-56

常见同位素每个核子的核结合能； 铁-56 标记在曲线的波峰处。 较稀有的同位素镍 62 和铁 58 都具有较高的比结合能，图中未显示。

铁-56 ( 56 Fe) 是最常见的铁同位素。自然界大约91.754%的铁都是铁-56。
在所有核素中，铁-56的每个核子平均质量是最低的。每个核子的结合能约为8.8MeV ，所以铁 56 是结合最紧密的核之一，也是能量最低的原子核。 
镍-62是一种相对稀有的镍同位素，每个核子具有最高的核结合能；这与每个核子的质量较高是一致的，因为镍 62 具有更大比例的中子，这是因为中子的质量比质子稍大，所以铁56平均每个核子的质量依然低于镍62。（有关更多信息，具体请参阅镍-62的文章）。
进行核聚变的轻元素和进行核裂变的重元素由于其核子结合更紧密而释放能量，因此62 Ni可能会很常见，然而铁56的平均核子质量依然低于镍62，所以铁56才是最稳定的。因此，铁56才是核聚变与核聚变的终点，而不是镍62。
然而，在恒星核合成中，光致蜕变和α捕获之间的竞争导致产生的56Ni远多于62Ni。因此镍56是恒星合成的终点，由于硅燃烧过程只有一天，镍56没有足够的时间自发衰变为铁56。恒星就会因为超新星爆发而解体。（56Ni可以通过β+衰变为56Fe，在稍后的超新星喷发中，铁56在恒星的抛射层产生）。
这些元素的产量与恒星时代初期相比已大大减少。
综上，28个镍62原子融合为31个铁56原子中释放出0.011 u的能量，所以铁56是核反应的终点，具有最低的能量，是最稳定的原子核。因此，随着宇宙的老化，物质将通过量子隧穿或其他核合成方式慢慢转化为能量更低的原子核，并接近56Fe，最终导致在没有质子衰变的膨胀宇宙中，以热寂为结局时，宇宙会在约101500年后，形成铁星，而不是“镍星”。
1. ↑  .   [2023-12-13]. （原始内容存档于2019-09-27）.
2. ↑  Dyson, Freeman J. . Reviews of Modern Physics. 1979, 51 (3): 447–460. Bibcode:1979RvMP...51..447D. doi:10.1103/RevModPhys.51.447.